# Araracuara Airport
Araracuara Airport är en flygplats i Colombia.   Den ligger i departementet Amazonas, i den södra delen av landet, 600 km söder om huvudstaden Bogotá. Araracuara Airport ligger 239 meter över havet.
Terrängen runt Araracuara Airport är platt österut, men västerut är den kuperad.  Trakten runt Araracuara Airport är nära nog obefolkad, med mindre än två invånare per kvadratkilometer. I omgivningarna runt Araracuara Airport växer i huvudsak städsegrön lövskog.